# ネイト・イートン
ネイサン・イートン（Nathan Eaton, 1996年12月22日 - ）は、アメリカ合衆国バージニア州チェスターフィールド郡チェスター出身のプロ野球選手（三塁手、外野手）。右投右打。MLBのボストン・レッドソックス所属。

## 経歴

### プロ入りとロイヤルズ時代
2018年のMLBドラフト21巡目（全体632位）でカンザスシティ・ロイヤルズから指名され、プロ入り。契約後、傘下のパイオニアリーグのルーキー級アイダホフォールズ・チュカーズでプロデビュー。66試合に出場して打率.354、5本塁打、53打点、19盗塁を記録した。
2019年はA級レキシントン・レジェンズでプレーし、126試合に出場して打率.233、5本塁打、54打点、18盗塁を記録した。
2020年は新型コロナウイルスの影響でマイナーリーグの試合が開催されなかったため、公式戦の出場は無かった。
2021年はルーキー級アリゾナリーグ・ロイヤルズ（ブルーとゴールドの2球団）とA+級クアッドシティーズ・リバーバンディッツでプレーし、3球団合計で75試合に出場して打率.243、6本塁打、39打点、23盗塁を記録した。オフにはアリゾナ・フォールリーグに参加し、サプライズ・サグアロスに所属した。
2022年は開幕をAA級ノースウエストアーカンソー・ナチュラルズで迎え、5月27日にはAAA級オマハ・ストームチェイサーズへ昇格した。7月14日にメジャー契約を結んでアクティブ・ロースター入りした。メジャーデビューとなった同日のトロント・ブルージェイズ戦にて「7番・中堅手」で先発出場すると、9回表にアンソニー・バンダからメジャー初安打となるソロ本塁打を放った。7月18日に一度マイナー契約となってAAA級オマハへ降格したが、8月4日に再びメジャー契約を結んでアクティブ・ロースター入りした。この年メジャーでは44試合に出場して打率.264、1本塁打、12打点、11盗塁を記録した。
2023年は28試合に出場して打率.075と振るわなかった。オフの11月2日にDFAとなり、8日にマイナー契約でAAA級オマハへ配属された。なお、4月10日のレンジャース戦で野手登板した際は、93.3マイル（約150.2km/h）で17インチ（約43.2cm）曲がるシンカーを披露し、アメリカ国内でも話題となった。
2024年は開幕前のスプリングトレーニングに招待選手として参加したが、開幕はマイナーで迎えた。開幕後も、1年を通してマイナーで過ごしたため、メジャーへの昇格は果たせなかった 。オフの11月4日にFAとなった。

### レッドソックス時代
2024年11月20日にボストン・レッドソックスとマイナー契約を結び、2025年のスプリングトレーニングに招待選手として参加することになった。
2025年6月1日にメジャー契約を結んでアクティブロースター入りした。

## 詳細情報

### 年度別打撃成績
| 年 度    | 球 団    | 試 合 | 打 席 | 打 数 | 得 点 | 安 打 | 二 塁 打 | 三 塁 打 | 本 塁 打 | 塁 打 | 打 点 | 盗 塁 | 盗 塁 死 | 犠 打 | 犠 飛 | 四 球 | 敬 遠 | 死 球 | 三 振 | 併 殺 打 | 打 率 | 出 塁 率 | 長 打 率 | O P S |
| -------- | -------- | ----- | ----- | ----- | ----- | ----- | -------- | -------- | -------- | ----- | ----- | ----- | -------- | ----- | ----- | ----- | ----- | ----- | ----- | -------- | ----- | -------- | -------- | ----- |
| 2022     | KC       | 44    | 122   | 106   | 16    | 28    | 4        | 3        | 1        | 41    | 12    | 11    | 1        | 1     | 3     | 10    | 0     | 2     | 30    | 2        | .264  | .331     | .387     | .717  |
| 2023     | KC       | 28    | 56    | 53    | 2     | 4     | 0        | 0        | 0        | 4     | 1     | 3     | 0        | 0     | 0     | 2     | 0     | 1     | 21    | 0        | .075  | .125     | .075     | .200  |
| MLB：2年 | MLB：2年 | 72    | 178   | 159   | 18    | 32    | 4        | 3        | 1        | 45    | 13    | 14    | 1        | 1     | 3     | 12    | 0     | 3     | 51    | 2        | .201  | .266     | .283     | .549  |

- 2024年度シーズン終了時

### 年度別投手成績
| 年 度    | 球 団    | 登 板 | 先 発 | 完 投 | 完 封 | 無 四 球 | 勝 利 | 敗 戦 | セ 丨 ブ | ホ 丨 ル ド | 勝 率 | 打 者 | 投 球 回 | 被 安 打 | 被 本 塁 打 | 与 四 球 | 敬 遠 | 与 死 球 | 奪 三 振 | 暴 投 | ボ 丨 ク | 失 点 | 自 責 点 | 防 御 率 | W H I P |
| -------- | -------- | ----- | ----- | ----- | ----- | -------- | ----- | ----- | -------- | ----------- | ----- | ----- | -------- | -------- | ----------- | -------- | ----- | -------- | -------- | ----- | -------- | ----- | -------- | -------- | ------- |
| 2023     | KC       | 1     | 0     | 0     | 0     | 0        | 0     | 0     | 0        | 0           | ----  | 5     | 1.0      | 2        | 0           | 0        | 0     | 0        | 1        | 0     | 0        | 0     | 0        | 0.00     | 2.00    |
| MLB：1年 | MLB：1年 | 1     | 0     | 0     | 0     | 0        | 0     | 0     | 0        | 0           | ----  | 5     | 1.0      | 2        | 0           | 0        | 0     | 0        | 1        | 0     | 0        | 0     | 0        | 0.00     | 2.00    |

- 2024年度シーズン終了時

### 背番号
- 18（2022年 - 2023年）
- 40（2025年 - ）